# Государственная граница Армении
Государственная граница Армении (арм. Հայաստանի պետական սահման) — линия и проходящая по этой линии вертикальная поверхность, определяющие пределы государственной территории (суши, вод, недр и воздушного пространства) Республики Армения, пространственный предел действия государственного суверенитета Армении.

## Визовая политика
Территория Армении граничит с 4 государствами (Азербайджан, Грузия, Иран, Турция). Все участки границы иностранным гражданам разрешается пересекать только на установленных пунктах пропуска с соблюдением всех предусмотренных законом процедур. Границы с Грузией и Ираном оборудованы для пропуска и на них есть пункты контроля. Границы с Турцией и Азербайджаном закрыты с 1990-х годов. Однако с 2020 года начало обсуждаться открытие этих границ. Так, летом 2022 года был отремонтирован КПП на границе с Турцией и в 2023 году, впервые за 35 лет, через него прошёл гуманитарный груз.
Визовая политика Армении либеральна. Только гражданам 64 стран (в основном, африканских) необходимо приглашение для выдачи визы. Гражданам остальных стран либо разрешён въезд без визы, либо виза выдается по прибытии в аэропорту. Детальная информация о требованиях к въезду представлена на сайте МИДа Армении.
- Древнеармянский город Ани и столица Древней Армении на стороне Турции, в непосредственной близи от армяно-турецкой границы

## Охрана границы
Все сухопутные границы являются охраняемыми. По армяно-российскому договору 1992 года границу с Турецкой республикой и Ираном охраняет Пограничная служба ФСБ России в сотрудничестве с Пограничными войсками Армении и СНБ Армении. 333 км армяно-турецкой границы охраняют Пограничные войска ПУ ФСБ России. 260 км составляет граница с Грузией. Из них 42 также охраняют российские пограничники. 125 км границы с Ираном охраняют пограничные войска Армении. 
Границу с Грузией охраняют армянские пограничники, а с Азербайджаном — армянские пограничники и войска полиции Армении.
После договорённости 2024 года с Россией все межгосударственные КПП где служили российские пограничники перешли под исключительный контроль погранслужбы Армении.

## Протяжённость границы
| Сопредельное государство | Граница                 | Длина границы (км) | Доля протяженности | Наличие действующих КПП                             |
| ------------------------ | ----------------------- | ------------------ | ------------------ | --------------------------------------------------- |
| Азербайджан              | Азербайджано-армянская  | 996                | 62,76 %            | нет действующих КПП                                 |
| Грузия                   | Армянско-грузинская     | 219                | 13,80 %            | есть 3 действующих КПП (Баграташен, Бавра, Гораван) |
| Иран                     | Армяно-иранская граница | 44                 | 2,77 %             | есть 1 действующий КПП (Карчеван)                   |
| Турция                   | Армяно-турецкая         | 328                | 20,67 %            | нет действующих КПП                                 |
| Всего                    |                         | 1587               | 100,00 %           |                                                     |

На 2024 год только 16,6 % (Иран и Грузия) протяжённости международных границ Армении доступны для транзитных перевозок.

## Кратчайшее расстояние до мирового океана
| Мировой океан         | Кратчайшее расстояние (км) |
| --------------------- | -------------------------- |
| До Чёрного моря       | 163                        |
| До Средиземного моря  | 750                        |
| До Персидского залива | 1000                       |

## Эксклав внутри Азербайджана
Арцвашен со всех сторон окружён территорией Азербайджана. Эта армянская территория перешла под контроль Азербайджана в 1992 году в ходе Первой карабахской войны.

## Галерея
- Участок армяно-иранской границы
- Участок армяно-иранской границы
- Участок армяно-турецкой границы